# Jupiter LII
Jupiter LII, désignation provisoire S/2010 J 2, est un satellite naturel de Jupiter mesurant environ 1 kilomètre de diamètre. Elle a été découverte par Christian Veillet en 2010.

## Récapitulatif des noms officiels
- 07/09/2010 - 10/09/2011 : découverte, pas encore de nom officiel ;
- depuis le 10/09/2011 : S/2010 J 2 par l'IAUC 9222[2] (le nom apparaît néanmoins dès le 01/06/2011 dans le communiqué du Minor Planet Center MPEC 2011-L06[3]).
- depuis le 07/03/2015, il porte également la désignation permanente Jupiter LII, mais n'a pas encore reçu de nom[1].